# Adoracja Dzieciątka (obraz Hieronima Boscha)
Adoracja dzieciątka (niderl. De geboorte van Christus) – obraz Hieronima Boscha, obecnie w Wallraf-Richartz Museum w Kolonii. Obraz ołtarzowy, jedno z nielicznych w dorobku Boscha przedstawień Świętej Rodziny.